# Slag bij Kaap Bon (1941)
De Slag bij Kaap Bon was de slag tussen twee Italiaanse lichte kruisers en vier geallieerde torpedobootjagers op 13 december 1941 voor de kust van Kaap Bon. Het resulteerde in het verlies van de twee Italiaanse lichte kruisers.

## Achtergrond
De Italiaanse Regia Marina en de Britse Royal Navy, ondersteund door andere geallieerde marinekorpsen, vochten voor de controle over de Middellandse Zee. De controle over de Middellandse Zee was voor de Italianen van belang voor het bevoorraden van de Italiaanse en Duitse troepen in Noord-Afrika. Het belang voor de Britten lag in het handhaven van Malta als basis voor de Britse marine. De marinebasis op Malta maakte het mogelijk voor de Britten om Italiaanse konvooien aan te vallen en zo dus te voorkomen dat de Duitse en Italiaanse troepen in Noord-Afrika de benodigde voorraden kregen.
Op het moment dat Italië in juni 1940 de oorlog verklaarde en daardoor deelnam aan de Tweede Wereldoorlog, had het een van de grootste zeemachten ter wereld, met de beperking dat de vloot alleen actief was in de Middellandse Zee. Het voordeel van de Britten op de Italianen lag in het feit dat verliezen snel goed konden gemaakt door het bouwen van nieuwe schepen. Hierdoor was de Italiaanse marine terughoudend in het aangaan van confrontaties.
Op dit moment van de Tweede Wereldoorlog was de bevoorrading kritiek en daarom werden door beide zijden oorlogsschepen ingezet voor een snelle bevoorrading van de troepen.

## De zeeslag
De Italiaanse 4e kruiserdivisie, bestaande uit de twee lichte kruisers van de Di Giussanoklasse, de Alberto di Giussano en Alberico da Barbiano en de torpedoboot Cigno was, onder commando van Contrammiraglio (Schout-bij-nacht) Antonio Toscano, op weg van Palermo naar Tripoli. De twee kruisers vervoerden een vracht van bijna 2.000 ton vliegtuigbrandstof. De vliegtuigbrandstof was op de dekken van de schepen geplaatst.
Aan de andere kant had het Britse 4e torpedobootjagerflottielje de opdracht gekregen om via Malta op te stomen naar Alexandrië om daar, in verband met het uitbreken van de oorlog in de Oost, de vloot te versterken. Het 4e flottielje bestond uit de Britse jagers: Sikh, Maori en Legion en de Nederlandse jager Isaac Sweers.
Een Brits Wellington vliegtuig nam de twee Italiaanse lichte kruisers waar varend naar het zuiden richting Tripoli. Geschat werd dat de twee kruisers in de nacht van 12 op 13 december ten zuiden van Kaap Bon zouden aankomen. De Britse marine wilde daarop een flottielje van drie kruisers en drie jagers vanuit Malta sturen om de Italiaanse kruisers te onderscheppen maar vanwege een stookolie tekort werd dit plan niet uitgevoerd. Daarop werd besloten om het 4e jagerflottielje op de kruisers af te sturen. In de nacht van 12 december voeren de jagers op hoge snelheid (54 km/h) door het Skerki-kanaal. Rond 02:00 13 december naderden de jagers Kaap Bon, waar men vanaf het voorste schip de Sikh de twee kruisers naar het zuiden zag varen. Nadat de jagers Kaap Bon hadden gerond had men vanaf de Sikh vol zicht op Italiaanse kruisers. Commandant Stokes besloot daarop onder de kust door te varen om zo tussen de lichte kruisers en de kust te komen om de kruisers ongezien te naderen. Door de Afrikaanse kust achter de jagers waren deze slechter te zien dan een schip op volle zee.
De opzet van Stokes slaagde en de jagers konden de kruisers ongezien naderen. De Sikh die voorop voer opende de aanval met vier torpedo's en kanonschoten op de voorste kruiser, twee torpedo's raakte het schip. Vervolgens vielen de Legion en Maori de kruiser ook aan met torpedo's en kanonschoten. Als laatst was de Isaac Sweers aan de beurt die het schip alleen aanviel met kanonschoten. De tweede Italiaanse kruiser opende daarop het vuur op de jagers, maar de schoten waren te hoog en misten dus het doel. Salvo's van de Sikh schakelde de kanonnen van de tweede kruiser uit, terwijl de Legion zes torpedo's op het schip lanceerde waarvan er een raakte. Vervolgens raakte een torpedo van de Maori de tweede kruiser waarna de jagers de zinkende kruisers achter lieten. De Isaac Sweers lanceerde nog een torpedo op de Cigno, maar die miste. Ook de Maori viel de Cigno aan, maar het schip werd niet tot zinken gebracht.
De aanval duurde van ongeveer 2:23 tot ongeveer 2:28. De Cigno wist na de aanval zo'n 500 Italiaanse overlevenden uit het water te halen. Het aantal doden aan Italiaanse zijde lag op meer dan 900.

## Gevolgen
De Italiaanse marine raakt twee lichte kruisers kwijt, waarvan de Alberto di Giussano bekendstond als de snelste kruiser van dat moment, tijdens een officiële proefvaart werd een snelheid van 78 km/h gehaald. Daarnaast bereikte een belangrijke lading vliegtuigbrandstof niet de troepen in Noord-Afrika.